# Johann Joseph Wratislaw von Mitrowitz
Johann Joseph Wratislaw von Mitrowitz, czeski: Jan Josef Vratislav z Mitrovic (ur. 6 lutego 1694 w Deštnej, zm. 11 września 1753 w Chraście) – czeski duchowny katolicki, biskup ordynariusz hradecki od 1733 roku.

## Życiorys
Urodził się w 1694 roku w Deštnej. Jego rodzicami byli Wenzel Wratislaw von Mitrowitz, starosta powiatowy w Bechyni oraz Veronika z domu Rziczan. Starszy brat jego ojca – Johann Adam Wratislaw von Mitrowitz był biskupem hradeckim. Podobno ścieżkę życiową obrali także kolejni dwaj stryjowie Johanna Josepha: Johann Augustin oraz Johann Wenzel.
Po ukończeniu gimnazjum jezuickiego w Hradcu Králové studiował w Pradze, a następnie na rzymskiej Sapienzie, gdzie zdobył tytuł doktora prawa. 27 września 1719 roku uzyskał święcenia kapłańskie po których objął urząd proboszcza parafii Wszystkich Świętych na praskim zamku oraz został członkiem kapituły katedralnej w Ołomuńcu. Wkrótce potem zbliżył się do dworu cesarskiego.
6 czerwca 1733 roku został mianowany nowym ordynariuszem diecezji hradeckiej przez cesarza Karola VI Habsburga po przejściu jej dotychczasowego biskupa Moritza Adolfa Karla z Saksonii-Zeitz na urząd biskupa litomierzyckiego. 18 grudnia tego samego roku decyzję o jego nominacji zatwierdził papież Klemens XII. 6 czerwca 1734 roku miała miejsce jego konsekracja biskupia.
Podczas swoich rządów w diecezji erygował wiele nowych parafii, wydał przepisy regulujące stroje dla kapłanów oraz innych dostojników kościelnych. Od 1735 roku wspierał misje jezuickie mające na celu krzewienie wiary, a także w 1737 roku sprowadził do katedry św. Ducha w Hradcu Králové otrzymane od Klemensa XII relikwie św. Klemensa, który stał się jednym ze współpatronów biskupstwa.
W czasie wojen śląskich w 1741 i 1744 roku rozwój diecezji został zahamowany przez okupację wojsk pruskich. W celu poprawy sytuacji ekonomicznej nabył w 1747 roku dobra ziemskie Zajezdez (Zájezdec), a w 1750 roku Raubowitz (Hroubovice). W Chlumie zbudował zamek biskupi. Zmarł w 1753 roku na zamku w Chraście i został pochowany w podziemiach hradeckiej katedry.